# Slutspelsskägg

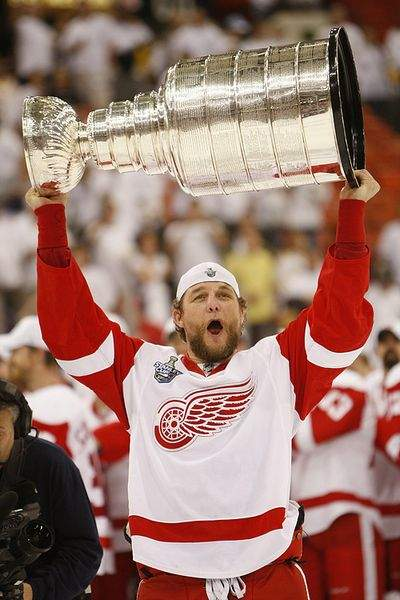
En skäggig Darren McCarty lyfter Stanley Cup bucklan 2008.

Slutspelsskägg är skägg som odlas av idrottsutövare under och inför viktiga slutspel eller turneringar. Den svenska tennisspelaren Björn Borg rakade sig inte under viktiga turneringar, vilket särskilt förknippats med hans segersvit i Wimbledon 1976 – 1980. I NHL-slutspelet 1980 var det några spelare i New York Islanders som inte rakade sig under slutspelet, vilket etablerade trenden inom ishockeyn och spreds senare till andra lag och sporter.
Det har framlagts att det var Björn Borgs skägg som inspirerade New York Islanders att börja med slutspelsskägg i början av 1980-talet. I laget fanns svenska spelarna Anders Kallur och Stefan Persson samt svenskfödde Bob Nystrom, vilket kan ha förstärkt kopplingen. Enligt en annan teori var det en reaktion på Montreal Canadiens, vars ordförande Sam Pollock förbjudit spelarna att bära skägg.[källa behövs]  De spelade final, och vann mot New York-laget. Året efter, när Islanders åter var i final, lät några spelare bli att raka sig. Efter segern 1980 inleddes en segersvit på fyra titlar, och fler spelare sparade skägget under slutspelssäsongen. Det var inget aktivt gemensamt beslut av laget utan under åren var det fler och fler spelare som följde exemplet. Det har också angivits att det var Detroit Red Wings som etablerade slutspelsskägget säsongen 1985. De blev utslagna redan i åttondelsfinalen men deras skägg uppmärksammades och backen Brad Park kallade det för sitt "play-off-beard", vilket sedermera blev namnet och rakt översatt blir just "slutspelsskägg".
Slutspelsskägg ska bidra till lagandan, visa spelarens engagemang och förknippas av många med vidskeplighet. Det spreds sedan även till andra sporter, som basket och baseball.
I Sverige förknippas slutspelsskägg traditionellt med slutspel, och vanligtvis inom ishockey. Björklövenspelaren Peter Sundström anges vara den som infört traditionen till svensk hockey. Han hade spelat med New York Rangers mellan åren 1983 och 1986, när han återkom till Elitserien under en säsong efter en konflikt med den amerikanska klubben. Traditionen är till och med så stark att lagets supportrar brukar ta upp den.
Skägget har även spridit sig utanför tävlingsidrottens ramar, till exempel högskolestudenter som låter bli att raka sig under tentamensperioder, så kallat tentaskägg.